# 选帝侯路堤

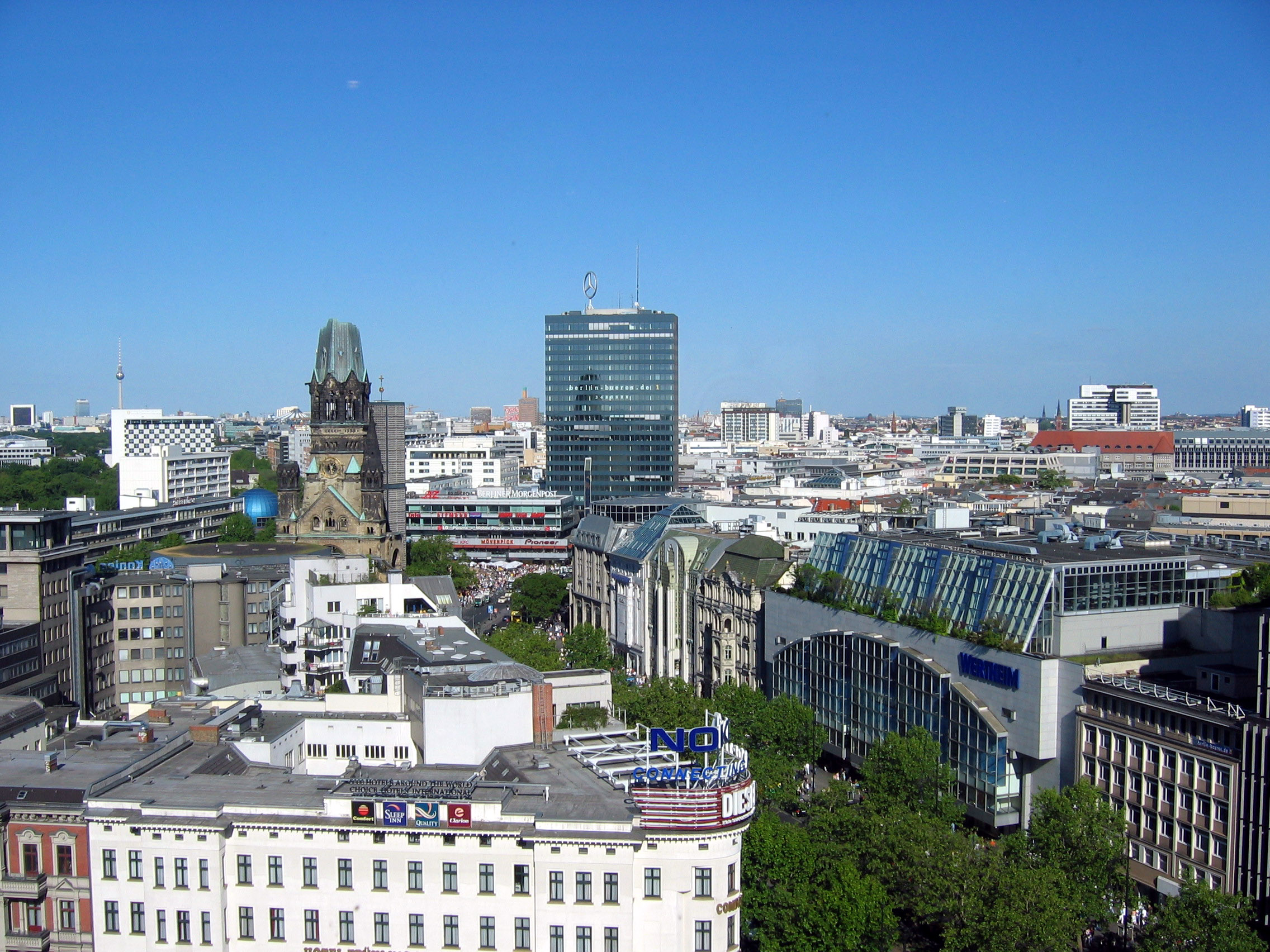
选帝侯路堤、威廉皇帝纪念教堂和欧洲中心

选帝侯路堤（Kurfürstendamm，当地人称为Ku'damm，中文译为库达姆大街、库当大街 (戏称为“裤裆大街”) 或错译为选帝侯大街）是德国首都柏林最著名的大道之一。这条街得名于昔日的勃兰登堡选帝侯。这条大街既宽又长，可以认为是柏林的香榭丽舍大街 — 充满了商店、住宅、酒店和餐馆。最著名的设计师们都在此拥有自己的商店：Gucci、宝格丽、香奈儿、路易威登、华伦天奴、Lacoste、Tommy Hilfiger、卡地亚、爱马仕、施华洛世奇，以及几个汽车制造商展示室。
这条大街长3.5公里，沿街种植着四行悬铃木，穿过西柏林的夏洛滕堡-维尔默斯多夫区。它起于動物園車站和威廉皇帝纪念教堂废墟附近的布赖特沙伊德广场，然后向西南经过夏洛滕堡区。在与约阿希姆斯塔尔大街（Joachimsthaler Straße）交汇处是克兰茨勒咖啡厅（Café Kranzler），其前任西方咖啡馆（Café des Westens）曾是一战以前艺术家和波希米亚主义者著名的聚集地。在乌兰街（Uhlandstraße）地铁站附近，有凯宾斯基酒店，以及选帝侯大街剧院（在昔日柏林分离派艺术协会展览厅的遗址上）。
在阿登纳广场，这条大街进入了威默尔斯多夫区，在那里经过莱宁广场（Lehniner Platz）上的邵宾纳（Schaubühne）剧院。在较朴素的西段或选帝侯大街的“上段”，其标志是柏林环狀铁路上的哈倫湖車站，以及与100号高速公路交汇处的拉特瑙（Rathenau）环岛广场，那里有引起长期争议的1987年沃尔夫·福斯特尔（Wolf Vostell）的“混凝土凯迪拉克”雕塑。

## 历史
与邻近的街道不同，选帝侯路堤是从历史上架在沼泽上，通往勃兰登堡选帝侯于1543年建在西郊的绿森林狩猎小屋的一条木排路堤发展而来。虽然其兴建的精确日期不明，不过在1685年的地图上已经标出了这条从城市宫经过夏洛滕堡与威默尔斯多夫之间的沼泽地带通往绿森林的无名小路。“选帝侯路堤”（Churfürsten Damm）的地名首次出现于1767年和1787年之间。
自1875年起，由于俾斯麦的建议，昔日的缰绳小道被美化为一条宽达53米的林荫大道，他还提议在其西端建造绿森林大厦。1882年，维尔纳·冯·西门子在Halensee车站附近介绍他的电动机无轨电车概念。附近的 Lunapark 开放于1909年，当时是欧洲最大的游乐园，仿照康尼岛，1926年拳击手马克斯施梅林在此赢得德国轻重量级冠军。在经历了长期的衰败后，公园最终于1933年关闭，大部分地区今天属于Stadtautobahn。
在“黄金20年代”，“新西部”的选帝侯路堤地区成为柏林娱乐业和夜生活的中心，这一时期结束于大萧条和1933年纳粹当权。犹太商人拥有的商店和公司成为一些屠杀的目标，最终导致了1938年11月9日的水晶之夜。在二战中，这条大街遭到空袭和柏林战役的严重破坏。
战后，柏林被分割为东柏林和西柏林，迅速得到重建的选帝侯路堤成为西柏林的主要商业街。因此它也是当1968年4月11日，发言人鲁迪·杜奇克（Rudi Dutschke）在离开选帝侯路堤140号德国社会主义大学生联盟办公室时遭到暗殺（杜奇克因此暗殺事件遭受重傷，在康復後仍留下許多後遺症），德国学生运动进行示威抗议的地点。 
两德统一之后，选帝侯路堤面临位于市中心区的波茨坦广场、腓特烈大街和亚历山大广场的竞争，造成许多咖啡馆和电影院关闭。它保留了漫游（flâneur）和高档购物街的特征，作为陶恩齐恩大街（Tauentzienstraße）及其大型百货公司的向西延续。